# John Arne Riise
John Arne Semundseth Riise (n. 24 septembrie 1980, Molde) este un fost jucător norvegian de fotbal, actualmente antrenor, antrenând ultima data la Avaldsnes. Este cunoscut pentru forța și precizia șutului său cu piciorul stâng, ca și pentru rezistența sa fizică.

## Biografie

### Anii de formare
Riise și-a început cariera în Norvegia, la echipa Aalesunds F.K.. După doar un sezon, a intrat în vizorul clubului francez de fotbal AS Monaco, care l-a achiziționat în 1998. A fost titular de drept în echipa lui AS Monaco din sezonul 1999-00, când echipa monegască a reușit să câștige Ligue 1. Riise avea să intre însă în conflict cu antrenorul Claude Puel, după ce a recunoscut că nu l-ar deranja un transfer. Mai multe echipe din Premier League s-au interesat de Riise, Leeds United oferind 4 milioane de lire sterline pentru el în 2000. AS Monaco a refuzat, deoarece prețul de transfer era de £6m, dar, în mod ironic, avea să-l vândă lui Liverpool F.C. pentru aceeași sumă în 2001. În iunie 2008 a fost tranferat la AS Roma pe suma de 5 mil £ după 7 ani petrecuți pe Anfield Road.

### Era Houllier la Liverpool
Riise a debutat pentru Liverpool în meciul de Supercupa Europei împotriva lui Bayern München, pe 24 august 2001, reușind să marcheze un gol în urma unei centrări a lui Michael Owen. Inițial, Riise a purtat tricoul cu numărul „18”, din sezonul 2004-05 optând pentru cel cu numărul „6”, disponibil după plecarea fundașului german Markus Babbel.
În chiar primul său sezon la Liverpool F.C., Riise a marcat zece goluri, o cifră admirabilă ținând cont că de cele mai multe ori a jucat pe postul de fundaș stânga. A rămas în memoria fanilor un gol de-al său din lovitură liberă, împotriva lui Manchester United. În ultimul meci al sezonului, pe care Liverpool avea nevoie să-l câștige pentru a termina pe locul 2, Riise a reușit să înscrie primele două goluri ale echipei, în ceea ce avea să fie o victorie cu 5-0 în fața celor de la Ipswich Town. Următoarele două sezoane nu au fost considerate tocmai reușite.

### Era Benítez la Liverpool
Printre realizările lui Riise din sezonul 2004-05 pot fi incluse golurile importante din meciurile cu Charlton Athletic acasă, respectiv West Bromwich Albion în deplasare, precum și marcarea celui mai rapid gol din istoria finalelor Cupei Ligii engleze, la doar 45 de secunde de la fluierul inițial, printr-un „voleu” spectaculos. Riise a fost și liderul marcatorilor lui Liverpool F.C. în deplasare, în acel sezon.
Riise a jucat în finala Champions League din 2005, împotriva celor de la AC Milan, la Istanbul. A ajutat echipa să revină de la scorul de 0-3 de la pauză, centrând pentru primul gol al lui Liverpool, marcat de Steven Gerrard. Liverpool avea să mai marcheze două goluri și să ducă meciul în prelungiri, unde nu s-a marcat și până la urmă Liverpool a câștigat finala la penalty-uri, chiar dacă portarul Dida a reușit să apere penalty-ul lui Riise.
Sezonul 2005-06 a fost unul de succes pentru Riise, cu Liverpool clasându-se mai sus în propria ligă și câștigând Cupa Angliei pentru a șaptea oară în istorie. În semifinalele acestei competiții Liverpool s-a înfruntat cu Chelsea F.C. pe 22 aprilie 2006, Riise reușind să deschidă scorul. În finala cu West Ham meciul a fost decis din nou la penalty-uri, Riise reușind de această dată să transforme, deși era copleșit de emoție. În 2006 Riise a semnat un contract care ar trebui să-l țină pe Anfield până în 2009.
În primul meci din sezonul 2006-07, din Community Shield, Riise a reușit să deschidă scorul împotriva lui Chelsea F.C., în urma unei curse individuale. A marcat de asemenea pe 23 septembrie 2006 în poarta celor de la Tottenham Hotspur, cu un șut puternic de la aproape 35 de metri. Liverpool a câștigat ambele partide.
După o serie de meciuri slabe ale lui Liverpool F.C. în deplasare, în toamna anului 2006, Riise a reacționat la comentariile pesimiste ale colegilor săi José Manuel Reina și Jamie Carragher, afirmând că „Noi nu renunțăm niciodată. Doar lașii renunță”. Riise e unul dintre preferații fanilor lui Liverpool, în primul rând datorită golurilor spectaculoase pe care le marchează.

## Statistici
| Performanță club | Performanță club | Performanță club    | Campionat | Campionat | Cupă            | Cupă            | Cupa Ligii        | Cupa Ligii        | Continental | Continental | Total   | Total  |
| Club             | Sezon            | Divizie             | Meciuri   | Goluri    | Meciuri         | Goluri          | Meciuri           | Goluri            | Meciuri     | Goluri      | Meciuri | Goluri |
| Norvegia         | Norvegia         | Norvegia            | Campionat | Campionat | Norwegian Cup   | Norwegian Cup   | League Cup        | League Cup        | Europe      | Europe      | Total   | Total  |
| ---------------- | ---------------- | ------------------- | --------- | --------- | --------------- | --------------- | ----------------- | ----------------- | ----------- | ----------- | ------- | ------ |
| Aalesund         | 1997             | First Division      | 8         | 1         | —               | —               | —                 | —                 | —           | —           | 8       | 1      |
| Aalesund         | 1998             | First Division      | 17        | 4         | —               | —               | —                 | —                 | —           | —           | 17      | 4      |
| Aalesund         | Total            | Total               | 25        | 5         | —               | —               | —                 | —                 | —           | —           | 25      | 5      |
| Franța           | Franța           | Franța              | Campionat | Campionat | Coupe de France | Coupe de France | Coupe de la Ligue | Coupe de la Ligue | Europa      | Europa      | Total   | Total  |
| Monaco           | 1998–99          | Division 1          | 7         | 0         | 0               | 0               | 0                 | 0                 | 1           | 0           | 8       | 0      |
| Monaco           | 1999–00          | Division 1          | 21        | 1         | 0               | 0               | 0                 | 0                 | 6           | 1           | 27      | 2      |
| Monaco           | 2000–01          | Division 1          | 16        | 3         | 0               | 0               | 2                 | 0                 | 2           | 0           | 20      | 3      |
| Monaco           | Total            | Total               | 44        | 4         | 0               | 0               | 2                 | 0                 | 9           | 1           | 55      | 5      |
| Anglia           | Anglia           | Anglia              | Campionat | Campionat | FA Cup          | FA Cup          | Cupa Ligii        | Cupa Ligii        | Europa      | Europa      | Total   | Total  |
| Liverpool        | 2001–02          | Premier League      | 38        | 7         | 2               | 0               | 0                 | 0                 | 15          | 1           | 55      | 8      |
| Liverpool        | 2002–03          | Premier League      | 37        | 6         | 3               | 0               | 4                 | 0                 | 11          | 0           | 55      | 6      |
| Liverpool        | 2003–04          | Premier League      | 28        | 0         | 1               | 0               | 2                 | 0                 | 4           | 0           | 35      | 0      |
| Liverpool        | 2004–05          | Premier League      | 37        | 6         | 0               | 0               | 5                 | 1                 | 15          | 1           | 57      | 8      |
| Liverpool        | 2005–06          | Premier League      | 32        | 1         | 6               | 3               | 0                 | 0                 | 12          | 0           | 50      | 4      |
| Liverpool        | 2006–07          | Premier League      | 33        | 1         | 1               | 0               | 1                 | 1                 | 11          | 2           | 46      | 4      |
| Liverpool        | 2007–08          | Premier League      | 29        | 0         | 2               | 0               | 2                 | 0                 | 8           | 0           | 41      | 0      |
| Liverpool        | Total            | Total               | 234       | 21        | 15              | 3               | 14                | 2                 | 76          | 4           | 339     | 30     |
| Italia           | Italia           | Italia              | Campionat | Campionat | Coppa Italia    | Coppa Italia    | Cupa Ligii        | Cupa Ligii        | Europa      | Europa      | Total   | Total  |
| Roma             | 2008–09          | Serie A             | 31        | 2         | 3               | 0               | —                 | —                 | 8           | 0           | 42      | 2      |
| Roma             | 2009–10          | Serie A             | 36        | 5         | 3               | 0               | —                 | —                 | 11          | 2           | 50      | 7      |
| Roma             | 2010–11          | Serie A             | 32        | 0         | 4               | 0               | —                 | —                 | 5           | 0           | 41      | 0      |
| Roma             | Total            | Total               | 99        | 7         | 10              | 0               | —                 | —                 | 24          | 2           | 133     | 9      |
| Anglia           | Anglia           | Anglia              | Campionat | Campionat | FA Cup          | FA Cup          | Cupa Ligii        | Cupa Ligii        | Europa      | Europa      | Total   | Total  |
| Fulham           | 2011–12          | Premier League      | 36        | 0         | 0               | 0               | 0                 | 0                 | 5           | 0           | 41      | 0      |
| Fulham           | 2012–13          | Premier League      | 31        | 0         | 1               | 0               | 0                 | 0                 | 0           | 0           | 32      | 0      |
| Fulham           | 2013–14          | Premier League      | 20        | 0         | 2               | 0               | 3                 | 0                 | 0           | 0           | 25      | 0      |
| Fulham           | Total            | Total               | 87        | 0         | 3               | 0               | 3                 | 0                 | 5           | 0           | 98      | 0      |
| Cipru            | Cipru            | Cipru               | Campionat | Campionat | Cypriot Cup     | Cypriot Cup     | Super Cup         | Super Cup         | Europa      | Europa      | Total   | Total  |
| APOEL            | 2014–15          | First Division      | 25        | 4         | 4               | 2               | —                 | —                 | 1           | 0           | 30      | 6      |
| APOEL            | Total            | Total               | 25        | 4         | 4               | 2               | —                 | —                 | 1           | 0           | 30      | 6      |
| India            | India            | India               | Campionat | Campionat | Cupă            | Cupă            | Cupa Ligii        | Cupa Ligii        | Continental | Continental | Total   | Total  |
| Delhi Dynamos    | 2015             | Indian Super League | 15        | 1         | —               | —               | —                 | —                 | —           | —           | 15      | 1      |
| Delhi Dynamos    | Total            | Total               | 15        | 1         | —               | —               | —                 | —                 | —           | —           | 15      | 1      |
| Norvegia         | Norvegia         | Norvegia            | Campionat | Campionat | Norwegian Cup   | Norwegian Cup   | Cupa Ligii        | Cupa Ligii        | Europa      | Europa      | Total   | Total  |
| Aalesund         | 2016             | Tippeligaen         | 10        | 0         | 3               | 1               | —                 | —                 | —           | —           | 13      | 1      |
| Aalesund         | Total            | Total               | 10        | 0         | 3               | 1               | —                 | —                 | —           | —           | 13      | 1      |
| Total carieră    | Total carieră    | Total carieră       | 539       | 42        | 35              | 6               | 19                | 2                 | 115         | 7           | 708     | 57     |

### La națională
| Norvegia | Norvegia | Norvegia |
| Ani      | Meciuri  | Goluri   |
| -------- | -------- | -------- |
| 2000     | 7        | 1        |
| 2001     | 4        | 0        |
| 2002     | 9        | 2        |
| 2003     | 11       | 0        |
| 2004     | 10       | 0        |
| 2005     | 10       | 2        |
| 2006     | 6        | 0        |
| 2007     | 11       | 2        |
| 2008     | 8        | 1        |
| 2009     | 9        | 4        |
| 2010     | 7        | 1        |
| 2011     | 8        | 1        |
| 2012     | 8        | 2        |
| 2013     | 2        | 0        |
| Total    | 110      | 16       |

Sursă:

## Legături externe
- John Arne Riise pe site-ul National-Football-Teams.com
- Profilul lui John Arne Riise pe Soccerway
- John Arne Riise la Soccerbase
- John Arne Riise pe footballzz.co.uk
- Profil la UEFA.com